# DN14B
De DN14B (Drum Național 14B of Nationale weg 14B) is een weg in Roemenië. Hij loopt van Copșa Mică via Blaj naar Teiuș. De weg is 58 kilometer lang. 